# Ichiro Mizuki
Ichiro Mizuki (Japans: 水木 一郎, Mizuki Ichirō) (Setagaya (Tokio), 7 januari 1948 – aldaar, 6 december 2022) was een Japanse zanger, componist, acteur en seiyū oorspronkelijk uit Tokio in Japan. Hij maakt sinds de jaren 70 vooral veel muziek voor televisieseries. Hiervan zijn de bekendste wel Mazinger Z, Great Mazinger, Combattler V, Captain Harlock, Golion, Spielban, Metalder en Super Sentai.
Hij startte zijn muziekcarrière in 1968 met de single Kimi ni sasageru Boku no Uta en dit wezen
bedaard bij Kanae Wada. In zijn topperiode, het begin van de jaren 70, was Ichiro Mizuki een van de grootste anisonzangers. Zijn eerste themesong was Genshi Shounen Ryuu ga Yuku naar de anime-series Genshi Shonen Ryuu. In 1972 bereikte hij zijn grootste succes met het soundtrack-album Mazinger Z, waarvan bijna 700.000 platen werden verkocht.
In 1986 kreeg Mizuki een rol in de Metal Hero tokusatsu-series Jikuu Senshi Spielban waarin hij de rol van een Dr. Ben speelde. In 1999 speelde hij in Voicelugger de rol van een Voicelugger Gold.
Op 19 juli 2000 speelde hij voor het eerst als officieel lid van JAM Project.
Ichiro Mizuki overleed op 6 december 2022 aan een longontsteking.

## Discografie

### Singles
- 07.1968 - Kimi ni sasageru Boku no Uta (君にささげる僕の歌)
- 04.1970 - Dare mo inai Umi (誰もいない海)
- 21.11.1990 - Natsukashi Kutte Hero ~I'll Never Forget You!~ (懐かしくってヒーロー~I'll Never Forget You!~)
- 01.06.1992 - Natsukashi Kutte Hero PartII ~We'll Be Together Forever!~ (懐かしくってヒーロー・PartII~We'll Be Together Forever!~)
- 21.01.1994 - SEISHUN FOR YOU ~Seishun no Uta~ (SEISHUN FOR YOU~青春の詩~)
- 03.09.1997 - 221B Senki Single Version (221B戦記 シングルバージョン)
- 01.09.1999 - Golden Rule ~Kimi wa mada Maketenai!~ (Golden Rule~君はまだ負けてない!~) / Miage te goran Yoru no Hoshi wo (見上げてごらん夜の星を)
- 07.06.2006 - Goushaku! Choujin Neiger ~Midaga omedaji~ (豪石!超神ネイガー~見だがおめだぢ~) / Tooi Kaze no Naka de (遠い風の中で)
- 23.01.2008 - Nanno koreshiki Furoshikiman (なんのこれしき ふろしきマン) / Fighter the FUGU
- 16.09.2009 - Choujin Neiger ~Seigi no Inaho~ (超神ネイガー~正義ノ稲穂~) / Yume Kariudo (夢刈人)

### Albums
- 21.06.1989 - OTAKEBI Sanjou! Hoeru Otoko Ichiro Mizuki Best (OTAKEBI参上!吠える男 水木一郎ベスト)
- 01.05.1990 - Ichiro Mizuki OTAKEBI 2 (水木一郎 OTAKEBI2)
- 01.09.1990 - Ichiro Mizuki All Hits Vol.1 (水木一郎 大全集Vol.1)
- 21.02.1991 - Ichiro Mizuki All Hits Vol.2 (水木一郎 大全集Vol.2)
- 21.04.1991 - Ichiro Mizuki Ballade Collection ~SASAYAKI~ Vol.1 (水木一郎バラード・コレクション~SASAYAKI~Vol.1)
- 21.08.1991 - Ichiro Mizuki All Hits Vol.3 (水木一郎 大全集Vol.3)
- 21.02.1992 - Ichiro Mizuki All Hits Vol.4 (水木一郎 大全集Vol.4)
- 21.08.1992 - Ichiro Mizuki All Hits Vol.5 (水木一郎 大全集Vol.5)
- 21.04.1993 - Dear Friend, met Mitsuko Horie
- 21.01.1994 - Ichiro Mizuki no Tanoshii Asobi Uta (水木一郎のたのしいあそびうた)
- 19.08.1995 - Ichiro Mizuki Best & Best (水木一郎 ベスト&ベスト)
- 19.07.1997 - ROBONATION Ichiro Mizuki Super Robot Complete (ROBONATION 水木一郎スーパーロボットコンプリート)
- 21.03.1998 - Neppuu Densetsu (熱風伝説)
- 30.01.1999 - Neppuu Gaiden -Romantic Master Pieces- (熱風外伝-Romantic Master Pieces-)
- 21.11.2001 - Aniki Jishin ~30th Anniversary BEST~ (アニキ自身~30th Anniversary BEST~)
- 04.08.2004 - Ichiro Mizuki Best of Aniking -Red Spirits- (水木一郎 ベスト・オブ・アニキング -赤の魂-)
- 06.10.2004 - Ichiro Mizuki Best of Aniking -Blue Spirits- (水木一郎 ベスト・オブ・アニキング -青の魂-)
- 26.12.2007 - Dear Friend 2007 ~Futari no Anison~ (Dear Friend 2007 ~ふたりのアニソン~)
- 27.02.2008 - Debut 40th Anniversary: Ichiro Mizuki Best (デビュー40周年記念 水木一郎 ベスト)
- 02.07.2008 - Ichiro Mizuki Debut 40th Anniversary CD BOX: Michi ~road~" (水木一郎デビュー40周年記念CD-BOX 道~road~)
- 16.07.2008 - WAY ~GRAND ANIKI STYLE~
- 17.12.2008 - Debut 40th Anniversary: Ichiro Mizuki TV Size Shudaika Best" (デビュー40周年記念 水木一郎TVサイズ主題歌ベスト)

## Televisiemuziek

### Anime
- Genshi Shounen Ryuu ga Yuku (原始少年リュウが行く) (Geshi Shounen Ryuu titelsong)
- Mazinger Z (マジンガーZ) (Mazinger Z titelsong)
- Bokura no Mazinger Z (ぼくらのマジンガーZ) (Mazinger Z eindtune)
- Babel Nisei (バビル2世) (Babel II titelsong)
- Seigi no Chou Nouryoku Shounen (正義の超能力少年) (Babel II eindtune)
- Ore wa Great Mazinger (おれはグレートマジンガー) (Great Mazinger titelsong)
- Yuusha wa Mazinger (勇者はマジンガー) (Great Mazinger eindtune)
- Tekkaman no Uta (テッカマンの歌) (Tekkaman: The Space Knight titelsong)
- Space Knights no Uta (スペースナイツの歌) (Tekkaman: The Space Knight eindtune)
- Koutetsu Jeeg no Uta (鋼鉄ジーグのうた) (Steel Jeeg titelsong)
- Hiroshi no Theme (ひろしのテーマ) (Steel Jeeg eindtune)
- Combattler V no Theme (コン・バトラーVのテーマ) (Combattler V titelsong)
- Yuke! Combattler V (行け!コン・バトラーV) (Combattler V eindtune)
- Tatakae! Gakeen (たたかえ!ガ・キーン) (Magne Robo Gakeen titelsong, met Mitsuko Horie)
- Takeru to Mai no Uta (猛と舞のうた) (Magne Robo Gakeen eindtune, met Mitsuko Horie)
- Try Attack! Mechander Robo (トライアタック!メカンダーロボ) (Mechander Robo titelsong)
- Sasurai no Hoshi Jimmy Orion (さすらいの星 ジミーオリオン) (Mechander Robo eindtune)
- Hyouga Senshi Guyslugger (氷河戦士ガイスラッガー) (Hyouga Senshi Guyslugger titelsong)
- Chichi wo Motomete (父をもとめて) (Voltes V eindtune)
- Choujin Sentai Baratack (超人戦隊バラタック) (Baratack titelsong)
- Grand Prix no Taka (グランプリの鷹) (Arrow Emblem Grand Prix no Taka titelsong)
- Laser Blues (レーサーブルース) (Arrow Emblem Grand Prix no Taka eindtune)
- Captain Harlock (キャプテンハーロック) (Captain Harlock titelsong)
- Warera no Tabidachi (われらの旅立ち) (Captain Harlock eindtune)
- Lupin Sansei Ai no Theme (ルパン三世愛のテーマ) (Lupin III eindtune)
- Tatakae! Golion (斗え!ゴライオン) (Golion titelsong)
- Gonin de Hitotsu (五人でひとつ) (Golion eindtune)
- Cross Fight! (破邪大星ダンガイオー) ("Dangaioh" titelsong)
- Game Center Arashi (ゲームセンターあらし) (Game Center Arashi titelsong)
- Mawari Himawari Hero Hero-kun (まわりひまわりへろへろくん) (Hero Hero-kun titelsong)
- Ima Ga So No Toki Da (今がその時だ) ("Getter Robo Armaggedon" titelsong)
- Storm ("Shin Getter Robo VS Neo Getter Robo" titelsong met JAM Project)
- Rising ("Shin Getter Robo VS Neo Getter Robo" eindtune met JAM Project)
- SOULTAKER (The SoulTaker titelsong, met JAM Project)
- Mazinkaiser No Theme ("Mazinkaiser" invoeg nummer)
- Tornado ("Mazinkaiser" eindtune met JAM Project)
- Sangou no Hitsugi (塹壕の棺) (Godannar eindtune en titelsong (afleveringe 13), met Mitsuko Horie)
- ENGAGE!!! Godannar (ENGAGE!!!ゴーダンナー) (Godannar tweede seizoen titelsong, met Mitsuko Horie)
- STORMBRINGER (Koutetsushin Jeeg titelsong, als deel van JAM Project)

### Tokusatsu
- Bokura no Barom One (ぼくらのバロム1) (Barom One titelsong)
- Yuujou no Barom Cross (友情のバロム・クロス) (Barom One eindtune)
- Arashi yo Sakebe (嵐よ叫べ) (Henshin Ninja Arashi titelsong)
- Warera wa Ninja (われらは忍者) (Henshin Ninja Arashi eindtune)
- Hakaider no Uta (ハカイダーの歌) (Android Kikaider insertsong)
- Saburou no Theme (三郎のテーマ) (Android Kikaider insertsong)
- Shounen Kamen Rider Tai no Uta (少年仮面ライダー隊の歌) (Kamen Rider V3 eerste eindtune)
- Robot Keiji (ロボット刑事) (Robot Keiji titelsong)
- Susume Robot Keiji (進めロボット刑事) (Robot Keiji eindtune)
- Shiro Shishi Kamen no Uta (白獅子仮面の歌) (Shiro Shishi Kamen titelsong)
- Chest! Chest! Inazuman (チェスト!チェスト!イナズマン) (Inazuman eindtune)
- Setup! Kamen Rider X (セタップ!仮面ライダーX) (Kamen Rider X titelsong)
- Ore wa X Kaizorg (おれはXカイゾーグ) (Kamen Rider X eindtune)
- Inazuman Action (イナズマン・アクション) (Inazuman F eindtune)
- Ganbare Robocon (がんばれロボコン) (Ganbare!! Robocon eerste titelsong)
- Oira Robocon Robot dai! (おいらロボコンロボットだい!) (Ganbare!! Robocon tweede titelsong)
- Robocon Robot Sekai Ichi (ロボコン・ロボット世界一) (Ganbare!! Robocon eerste eindtune)
- Robocon Ondou (ロボコン音頭) (Ganbare!! Robocon tweede eindtune)
- Hashire!! Robcon Undoukai (走れ!!ロボコン運動会) (Ganbare!! Robocon derde eindtune)
- Robocon Gattsuracon (ロボコン ガッツラコン) (Ganbare!! Robocon vierde eindtune)
- Bouken Rockbat (冒険ロックバット) (Bouken Rockbat titelsong)
- Tetsu no Prince Blazer (鉄のプリンス・ブレイザー) (Bouken Rockbat eindtune)
- Kamen Rider Stronger no Uta (仮面ライダーストロンガーのうた) (Kamen Rider Stronger titelsong)
- Kyou mo Tatakau Stronger (きょうもたたかうストロンガー) (Kamen Rider Stronger tweede eindtune, met Mitsuko Horie)
- Stronger Action (ストロンガーアクション) (Kamen Rider Stronger derde eindtune, met Mitsuko Horie)
- Yukuzo! BD7 (行くぞ!BD7) (Shounen Tantei Dan titelsong)
- Shounen Tantei Dan no Uta (少年探偵団のうた) (Shounen Tantei Dan eindtune)
- Shouri da! Akumaizer 3 (勝利だ!アクマイザー3) (Akumaizer 3 titelsong)
- Susume Zaiderbeck (すすめザイダベック) (Akumaizer 3 eindtune)
- Kagayaku Taiyou Kagestar (輝く太陽カゲスター) (The Kagestar titelsong)
- Star! Star! Kagestar (スター!スター!カゲスター) (The Kagestar eindtune)
- Tatakae! Ninja Captor (斗え!忍者キャプター) (Ninja Captor titelsong, met Mitsuko Horie)
- Oozora no Captor (大空のキャプター) (Ninja Captor eindtune, met Mitsuko Horie)
- Jigoku no Zubat (地獄のズバット) (Kaiketsu Zubat titelsong)
- Otoko wa Hitori Michi wo Yuku (男はひとり道をゆく) (Kaiketsu Zubat eindtune)
- Oh!! Daitetsujin One Seven (オー!!大鉄人ワンセブン) (Daitetsujin 17 titelsong)
- One Seven Sanka (ワンセブン讃歌) (Daitetsujin 17 eindtune)
- Kyouryuu Sentai Koseidon (恐竜戦隊コセイドン) (Kyouryuu Sentai Koseidon titelsong)
- Koseidon March (コセイドンマーチ) (Kyouryuu Sentai Koseidon eindtune)
- Battle Fever Sanka (バトルフィーバー讃歌) (Battle Fever J insertsong)
- Battle Fever Dai Shutsugeki (バトルフィーバー大出撃) (Battle Fever J insertsong)
- Yuke! Yuke! Megaloman (行け!行け!メガロマン) (Megaloman titelsong)
- Waga Kokoro no Rozetta Hoshi (我が心のロゼッタ星) (Megaloman eindtune)
- Moero! Kamen Rider (燃えろ!仮面ライダー) (Kamen Rider (Skyrider) eerste titelsong)
- Otoko no Na wa Kamen Rider (男の名は仮面ライダー) (Kamen Rider (Skyrider) tweede titelsong)
- Haruka naru Ai ni Kakete (はるかなる愛にかけて) (Kamen Rider (Skyrider) eerste eindtune)
- Kagayake! 8-Nin Rider (輝け!8人ライダー) (Kamen Rider (Skyrider) tweede eindtune)
- Junior Rider Tai no Uta (ジュニアライダー隊の歌) (Kamen Rider Super-1 tweede eindtune)
- Ashita ga Arusa (あしたがあるさ) (Taiyou Sentai Sun Vulcan insertsong)
- Umi ga Yondeiru (海が呼んでいる) (Taiyou Sentai Sun Vulcan insertsong)
- Kagayake! Sun Vulcan (輝け!サンバルカン) (Taiyou Sentai Sun Vulcan insertsong)
- Kimi wa Panther (君はパンサー) (Taiyou Sentai Sun Vulcan insertsong)
- Taiyou March (太陽マーチ) (Taiyou Sentai Sun Vulcan insertsong)
- Andro Melos (アンドロメロス) (Andro Melos titelsong)
- Kaette Koiyo Andro Melos (帰ってこいよアンドロメロス) (Andro Melos eindtune)
- Jikuu Senshi Spielvan (時空戦士スピルバン) (Jikuu Senshi Spielban titelsong)
- Kimi on Nakama da Spielvan (君の仲間だスピルバン) (Jikuu Senshi Spielban eerste eindtune)
- Kesshou da! Spielvan (結晶だ!スピルバン) (Jikuu Senshi Spielban tweede eindtune)
- Time Limit (タイムリミット) (Choujinki Metalder eindtune)
- Eien no Tameni Kimi no Tameni (永遠のために君のために) (Kamen Rider Black RX insertsong)
- Just Gigastreamer (ジャスト・ギガストリーマー) (Tokkei Winspector insertsong)
- Yuusha Winspector (勇者ウインスペクター) (Tokkei Winspector insertsong)
- Yume mo Hitotsu no Nakama-Tachi (夢もひとつの仲間たち) (Tokkei Winspector insertsong)
- Hoero! Voicelugger (ほえろ!ボイスラッガー) (Voicelugger titelsong)
- Samba de Gaoren (サンバ de ガオレン) (Hyakujuu Sentai Gaoranger insertsong)
- Hyakujuu Gattai! Gaoking (百獣合体!ガオキング) (Hyakujuu Sentai Gaoranger insertsong)
- Tao (道) (Juuken Sentai Gekiranger eindtune)

## Gamemuziek
- Double Impact (ダブル・インパクト) (Ganbare Goemon ~Neo Momoyama Bakufu no Odori~ themesong)
- Ara buru Damashii (荒ぶる魂+α) (Super Robot Wars Alpha imagesong)
- STEEL SOUL FOR YOU (Super Robot Wars Alpha imagesong, met Hironobu Kageyama)
- Tomo yo ~Super Robot Wars Alpha~ (戦友よ。~SUPER ROBOT WARS α~) (Super Robot Wars Alpha imagesong)
- Wa ni Teki Nashi (我ニ敵ナシ) (Super Robot Wars Alpha imagesong)
- Denkou Sekka Volder (電光石火ヴォルダー) (Tatsunoko Fight themesong)
- Gattai Donranger Robo (合体!ドンレンジャーロボ) (Taiko no Tatsujin: Tobikkiri! Anime Special insertsong)
- Kitto Motto Zutto (きっと もっと ずっと) (Taiko no Tatsujin: Tobikkiri! Anime Special insertsong, met Mitsuko Horie en Hironobu Kageyama)
- Hibike! Taiko no Tatsujin (響け!太鼓の達人) (Taiko no Tatsujin: Tobikkiri! Anime Special insertsong, met Mitsuko Horie en Hironobu Kageyama)

## Filmografie
Stemacteur
- 1979:als Rat Hector in Koraru no Tanken (TV Anime)
- 1979:als Gruppenkommandeur in Space Carrier Blue Noah / Thundersub (TV Anime)
- 1987:als Yoldo in Dangaioh (OVA)
- 2007:als La☆Keen in Happy Lucky Bikkuriman (TV Anime)

Tokusatsu acteur
- 1986:als Dr. Ben in Jikuu Senshi Spielban
- 1999:als Voicelugger Gold in Voicelugger
- 2007:als Shouryuusai Mizuki in Chou Ninja Tai Inazuma!! SPARK